# П'яний ліс

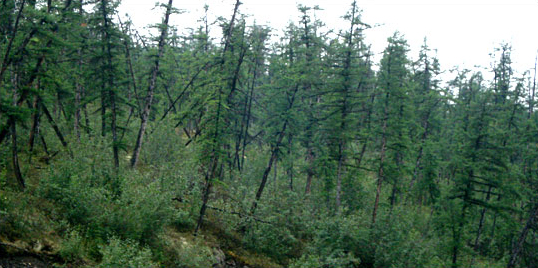
П'яний ліс у Сибіру, спричинений підтаваннями вічної мерзлоти. НАСА з космосу не могла таке фото зробити

П'яний ліс — ліс з вигнутими й нахиленими (у один або кілька боків) стовбурами дерев, що обумовлено деформаціями ґрунту під час їхнього росту. Найвідомішими прикладами п'яного лісу є ділянки лісу в місцях зсувів, наприклад на чорноморському узбережжі Кавказу, Південному березі Криму. П'яний ліс трапляється також у місцях розвитку термокарсту, наприклад в Якутії, соліфлюкції і у карстових районах зі свіжими просіданнями, провалинами і осіданнями ґрунту. у Рязанській області немає вічної мерзлоти п'яний ліс є 